# Nebalia
Genre
Nebalia est un genre de crustacés de l'ordre des leptostracés. Il est le genre type de la famille des Nebaliidae.

## Description
Nebalia est un genre de petit crustacé marin dont le corps est enfermé dans une carapace bivalve, les pieds thoraciques sont en forme de feuille ; les pieds abdominaux sont biramés et l'abdomen est composé de huit segments.
Il a les yeux triangulaires, aplatis, en partie recouverts par une écaille triangulaire et voûtée. Les pieds sont fourchus, et les appendices du bout de la queue sont en forme de soies. Le thorax ou le test est composé de cinq segments, dont :
- le premier, le plus grand, porte les antennes, les yeux et les pieds-mâchoires,
- le second et le troisième ont chacun une paire de pieds,
- le quatrième porte les deux paires suivantes,
- le cinquième, la cinquième et dernière paire de pieds.

Les yeux sont petits et sont surmontés d'une pointe saillante. Les antennes se terminent par un filet simple.

## Liste des espèces
- Nebalia bipes (O. Fabricius, 1780).
- Nebalia borealis Dahl, 1985.
- Nebalia daytoni Vetter, 1996.
- Nebalia gerkenae Haney and Martin, 2000.
- Nebalia herbstii Leach, 1814.
- Nebalia hessleri Martin, Vetter & Cash-Clark, 1996.
- Nebalia longicornis Thomson, 1879.
- Nebalia pugettensis.
- Nebalia schizophthalma Haney, Hessler & Martin, 2001.
- Nebalia strausi Risso, 1826.